# Этельхард
Этельхард (англ. Æthelheard; умер в 740) — король Уэссекса (726—740).

## Биография
После того, как в 726 году король Ине отрёкся от уэссекского престола и не оставив после себя наследника уехал в Рим, в Уэссексе началась борьба за власть между Этельхардом, шурином Ине, и Освальдом, потомком Кевлина. Заручившись поддержкой Этельбальда Мерсийского, Этельхард одержал победу над Освальдом и начиная с 730 года стал править единолично. Однако, при этом он оказался в зависимости от Мерсии. В 733 году мерсийский король Этельбальд захватил значительную часть территории Уэссекса, включая королевское поместье в Сомертоне.
В Гвентианской Хронике сообщается о битве при горе Карно в 728 году, в котором войско Гвента обратили в бегство англосаксов за реку Аск, так что многие утонули в ней. В 733 произошла битва при Деваудане, в результате долгой и кровавой сечи, бритты были побеждены. В 735 году бриты и англо-саксы вновь сошлись друг с другом в битве при Херефорде, где после тяжелого и кровавого сражения валлийцы одолели саксов.